# Droga krajowa 51
Die Droga krajowa 51 (DK 51) ist eine polnische Landesstraße, die in Nord-Süd-Richtung innerhalb der Woiwodschaft Ermland-Masuren verläuft. Auf einer Länge von 122 km verbindet sie die polnisch-russische Grenze (Grenzübergangsstelle Bezledy (Beisleiden)-Багратионовск/Bagrationowsk (Preußisch Eylau)) mit der Woiwodschaftshauptstadt Olsztyn (Allenstein), wo sie als Schnellstraße 51 ausgebaut und bis zum ursprünglichen Ziel Olsztynek (Hohenstein) weitergeführt wird.
Die DK 51 stellt außerdem wichtige Straßenverbindungen her: zwischen der russischen Fernstraße A 195, der polnischen Schnellstraße 51, den Landesstraßen DK 16, DK 53 und DK 57 sowie den Woiwodschaftsstraßen DW 507, DW 511, DW 512, DW 513, DW 527, DW 530, DW 593 und DW 598.
Die heutige DK 51 verläuft auf den Abschnitten der ehemaligen deutschen Reichsstraße: 128 (Preußisch Eylau–Bartenstein), 142 (Bartenstein–Heilsberg), 134 (Heilsberg–Allenstein) und – als S 51 – 130 (Allenstein–Hohenstein).
Bis Olsztyn verläuft die DK 51 auf der Trasse der einstigen Reichsstraße 134, die seinerzeit in Preußisch Eylau (russisch Bagrationowsk) begann.

## Streckenverlauf der DK 51
Woiwodschaft Ermland-Masuren.
Powiat Bartoszycki (Kreis Bartenstein):
- Grenzübergangsstelle Bezledy (Beisleiden)–Багратионовск/Bagrationowsk (Preußisch Eylau)  (→ A 195: Калининград/Kaliningrad (Königsberg (Preußen)) – Нивенское/Niwenskoje (Wittenberg) – Багратионовск/Bagrationowsk (Preußisch Eylau))
- Piergozy (Perguschen)
- Bezledy (Beisleiden)
- Karolewko (Karolinenhof)
- Kiertyny Małe (Klein Kärthen)
- Bartoszyce (Bartenstein) (→ DW 512: Szczurkowo (Schönbruch) ↔ Górowo Iławeckie (Landsberg (Ostpreußen)) – Pieniężno (Mehlsack))
- Plęsy (Plensen) (→ DK 57: Bartoszyce (Bartenstein) – Szczytno (Ortelsburg) – Kleszewo)
- Osieka (Hermenhagen)
- Bukowo (Buchau)

Powiat Lidzbarski Kreis Heilsberg:
- Samolubie (Lauterhagen)
- Rogóż (Roggenhausen)
- Markajmy (Markeim)

X ehemalige Staatsbahn (PKP)-Linie Słobity (Schlobitten) – Bartoszyce (Bartenstein) X
- Lidzbark Warmiński (Heilsberg) (→ DW 511: Toprzyny (Topprienen) – Lidzbark Warmiński, und DW 513: Pasłęk (Preußisch Holland) ↔ Wozławki (Wusslack))

X PKP-Linie 224: Czerwonka (Rothfließ) ↔ Górowo Iławeckie (Landsberg (Ostpreußen)) X
- Kraszewo (Reichenberg)
- Miłogórze (Liewenberg)

Powiat Olsztyński (Kreis Allenstein):
- Smolajny (Schmolainen)
- Krzyżno (Weißkreuz)
- Kosyń (Kossen)

~ Łyna (Alle) ~

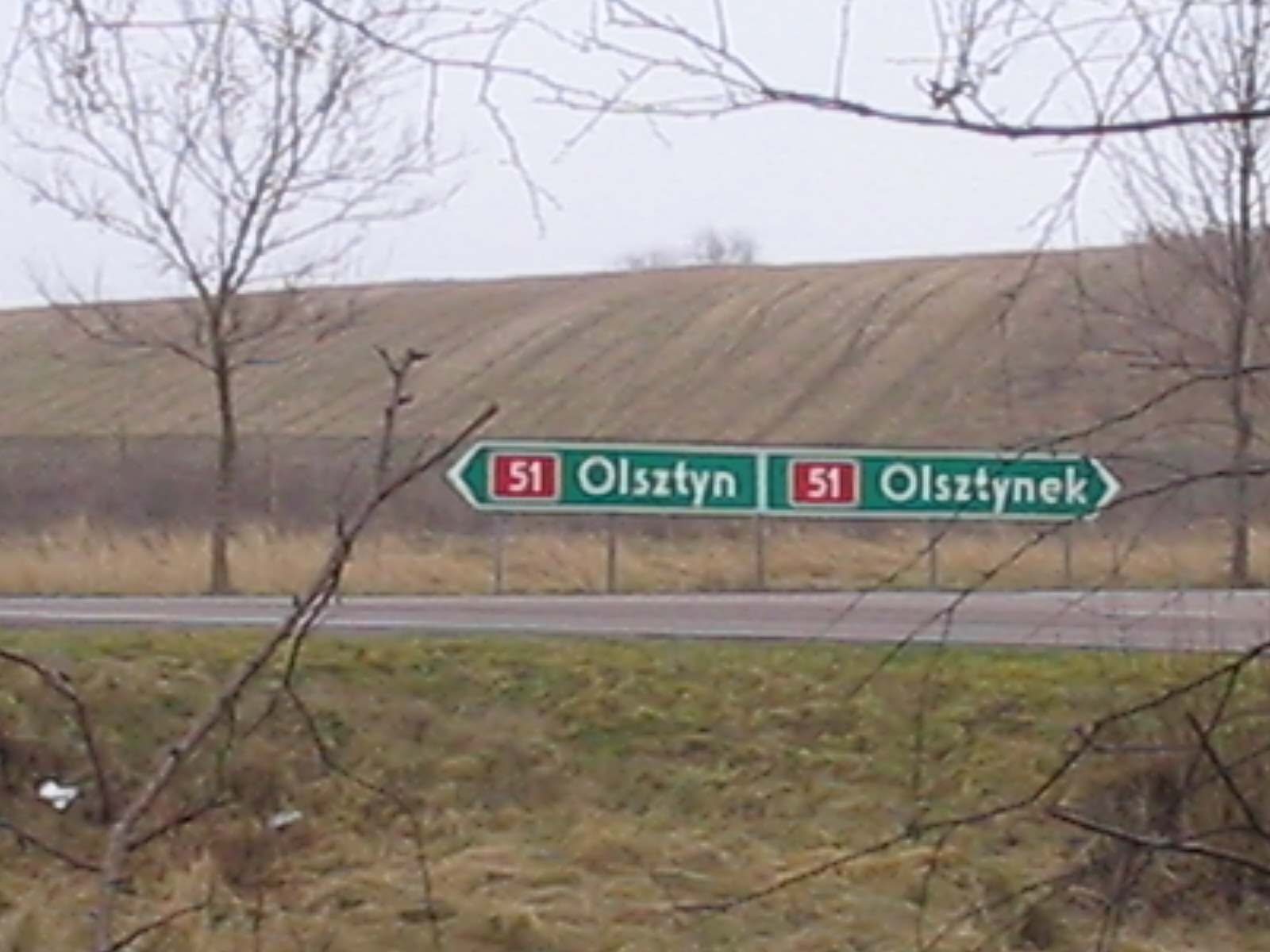
Die DK 51 zwischen dem zur S 51 aufgewerteten Abschnitt zwischen Olsztyn und Olsztynek

- Dobre Miasto (Guttstadt) (→ DW 507: Braniewo (Braunsberg) – Dobre Miasto, DW 530: Ostróda (Osterode (Ostpreußen)) – Dobre Miasto, und DW 593: Miłakowo (Liebstadt) ↔ Zawidy (Soweiden))
- Stary Dwór (Althof)
- Barcikowo (Battatron)
- Kabikiejmy Dolne (Unter Kapkeim)
- Spręcowo (Spiegelberg)
- Dywity (Diwitten)

~ Wadąg (Wadang) ~
- Olsztyn (Allenstein) (→ S 51: → Stawiguda (Stabigotten) – Gryźliny (Grieslienen) – Olsztynek (Hohenstein), DK 16: Dolna Grupa (Niedergruppe) – Grudziądz (Graudenz) – Poćkuny/Litauen, DK 53: → Szczytno (Ortelsburg) – Ostrołęka, DW 527: Dzierzgoń (Christburg) – Pasłęk (Preußisch Holland) – Olsztyn, und DW 598: → Stary Olsztyn (Alt Allenstein) – Ruciane-Nida)